# Piotr Bojańczyk
Piotr Paweł Bojańczyk (ur. 29 czerwca 1946 w Toruniu) – polski łyżwiarz figurowy, startujący w parach tanecznych z Teresą Weyną. Uczestnik igrzysk olimpijskich w Innsbrucku (1976), uczestnik mistrzostw Europy i świata, 9-krotny mistrz Polski (1968–1976). 
Bojańczyk urodził się w rodzinie trenera łyżwiarstwa Jana Bojańczyka i Janiny Chudzik. Ukończył studia na Uniwersytecie Mikołaja Kopernika w Toruniu, gdzie uzyskał tytuł magistra fizyki. Następnie ukończył następnie Studium Podyplomowe z Technologii Elektronowej na Politechnice Warszawskiej. Uprawianie sportu łączył ze studiami, a następnie pracą zawodową.
Żonaty z Ewą, ma syna Przemysława i dwie córki – Dominikę i Annę.
W 1989 roku zamieszkał w Toronto, gdzie rozpoczął pracę jako elektronik z poważnymi osiągnięciami zawodowymi. Między innymi pracował w LSI Logic przy projektowaniu i testowaniu konsoli gier wideo Playstation 2. W ATI pracował przy testowaniu konsoli Xbox 360, jak również przy testowaniu kart graficznych. W czasie wolnym trenował młodych łyżwiarzy.

## Osiągnięcia
Z Teresą Weyną
| Zawody               | 67–68          | 68–69          | 69–70          | 70–71          | 71–72          | 72–73          | 73–74          | 74–75          | 75–76          |                |                |                |                |                |                |                |                |
| Międzynarodowe       | Międzynarodowe | Międzynarodowe | Międzynarodowe | Międzynarodowe | Międzynarodowe | Międzynarodowe | Międzynarodowe | Międzynarodowe | Międzynarodowe | Międzynarodowe | Międzynarodowe | Międzynarodowe | Międzynarodowe | Międzynarodowe | Międzynarodowe | Międzynarodowe | Międzynarodowe |
| -------------------- | -------------- | -------------- | -------------- | -------------- | -------------- | -------------- | -------------- | -------------- | -------------- | -------------- | -------------- | -------------- | -------------- | -------------- | -------------- | -------------- | -------------- |
| Igrzyska olimpijskie |                |                |                |                |                |                |                |                | 9              |                |                |                |                |                |                |                |                |
| Mistrzostwa świata   |                |                | 13             | 14             | 13             |                | 10             | 7              | 9              |                |                |                |                |                |                |                |                |
| Mistrzostwa Europy   | 16             | 15             | 9              | 9              | 9              | 12             | 9              | 8              | 7              |                |                |                |                |                |                |                |                |
| Prize of Moscow News |                |                |                |                |                |                | 6              | 3              |                |                |                |                |                |                |                |                |                |
| Krajowe              |                |                |                |                |                |                |                |                |                |                |                |                |                |                |                |                |                |
| Mistrzostwa Polski   | 1              | 1              | 1              | 1              | 1              | 1              | 1              | 1              | 1              |                |                |                |                |                |                |                |                |